# فيلادلفيا، باراغواي
فيلادلفيا، باراغواي هي مديرية في باراغواي، تتبع Filadelfia ‏، هي عاصمة Filadelfia ‏، ومقاطعة بوكويرون، بلغ عدد سكانها 9٬713 نسمة، تبلغ مساحتها 13٬879 كيلومتر مربع.